# Günter Blobel
Günter Blobel (21 tháng 5 năm 1936 – 18 tháng 2 năm 2018) là một nhà sinh học người Mỹ gốc Đức, đã đoạt giải Nobel Sinh lý và Y khoa năm 1999.

## Cuộc đời và Sự nghiệp
Blobel sinh tại Waltersdorf thuộc tỉnh Niederschlesien khi ấy thuộc Phổ. Tháng giêng năm 1945 gia đình ông đã chạy trốn trước cuộc tấn công của Hồng quân. Trên đường chạy về phía Tây, họ đã đi qua thành phố Dresden cổ xưa đẹp đẽ – nơi đã để lại ấn tượng sâu đậm trong lòng cậu bé. Nhưng chỉ vài ngày sau thành phố này đã bị ném bom tan tành từ ngày 13 tới 15 tháng 2 năm 1945. Gia đình cậu đã chứng kiến cảnh bom tàn phá Dresden từ khoảng cách 30 cây số, và cậu bé lại mang ấn tượng sâu xa về cảnh bầu trời rực lửa ban đêm của thành phố bị bốc cháy. Tuy nhiên, những mất mát do chiến tranh gây ra đối với cậu không dừng lại ở đó, chiến tranh còn cướp đi người chị gái 19 tuổi của cậu, khi chị đi trên chuyến xe lửa và bị máy bay chiến đấu oanh tạc ngày 10.4.1945, rồi bị chôn trong một nấm mồ tập thể.
Sau chiến tranh Günter Blobel theo học trường trung học cấp II ở thành phố Freiberg, tiểu bang Sachsen. Trước khi có bức tường Berlin, ông trốn sang thành phố Frankfurt (Tây Đức). Ông bắt đầu học y khoa ở Frankfurt rồi Kiel, München và Tübingen. Năm 1960 ông tốt nghiệp Đại học Tübingen, sau đó sang học ở Đại học Wisconsin–Madison (Hoa Kỳ) và đậu bằng tiến sĩ y khoa năm 1967.
Năm 1986 ông vào làm việc trong Viện Y học Howard Hughes Medical Institut. Năm 1999 Blobel đoạt giải Nobel Sinh lý và Y khoa cho công trình phát hiện ra protein targeting, một cơ chế trong các tế bào sống để dẫn các phân tử protein mới tổng hợp vào vị trí thích hợp của chúng nhờ vào các "address tags" (signal peptide) gắn liền với các phân tử này.
Blobel cũng nổi tiếng về hoạt động hỗ trợ trực tiếp cho việc tái thiết thành phố Dresden ở Đức. Năm 1994, ông là người sáng lập và là chủ tịch của "Friends of Dresden, Inc.", một tổ chức bất vụ lợi trợ giúp cho Dresden. Ông đã tặng toàn bộ số tiền thưởng của giải Nobel cho việc phục hưng thành phố Dresden, đặc biệt cho việc tái thiết Frauenkirche (nhà thờ Đức Bà, hoàn tất năm 2005) và xây một synagogue (đền thờ đạo Do Thái).
Năm 2003, Blobel làm việc ở Đại học Rockefeller tại thành phố New York. Blobel hiện sống ở Upper East Side (khu đông bắc) của đảo Manhattan với bà vợ và ba con chó giống setter của Anh. Ông cũng là thành viên Ban giám đốc Công Nestlé (trụ sở chính ở Thụy Sĩ) và thành viên Hội đồng quản trị Khoa học ở The Scripps Research Institute. Ngoài ra ông cũng là người đồng sáng lập và chủ tịch Ban cố vấn Khoa học của Chromocell Corporation.
Tháng 6 năm 2008, Blobel đã thuyết trình cho các người tham dự Đại hội Sinh viên Y khoa quốc tế (International Student Congress of Medical Sciences) thứ 15 tại University Medical Center Groningen (Trung tâm Y học của Đại học Groningen) Hà Lan.

## Các giải thưởng khoa học
- 1978: U.S. Steel Foundation Award in Molecular Biology[7]
- 1982: Giải quốc tế Quỹ Gairdner
- 1987: Giải Louisa Gross Horwitz của Đại học Columbia
- 1993: Giải Albert Lasker cho nghiên cứu Y học cơ bản
- 1995: Giải Ciba Drew về nghiên cứu Y Sinh học
- 1996: Giải King Faisal
- 1997: Mayor's Award for Excellence in Science and Technology[8]
- 1999: Huy chương Otto Warburg
- 1999: Giải Nobel Sinh lý và Y khoa
- 2001: Viện sĩ Viện hàn lâm giáo hoàng về Khoa học